# Триніті-Вілледж (Каліфорнія)
Триніті-Вілледж (англ. Trinity Village) — переписна місцевість (CDP) в США, в окрузі Триніті штату Каліфорнія. Населення — 278 осіб (2020).

## Географія
Триніті-Вілледж розташоване за координатами 40°52′44″ пн. ш. 123°30′48″ зх. д. / 40.87889° пн. ш. 123.51333° зх. д. (40.878916, -123.513207).  За даними Бюро перепису населення США в 2010 році переписна місцевість мала площу 10,39 км², уся площа — суходіл.

## Демографія
Згідно з переписом 2010 року, у переписній місцевості мешкало 297 осіб у 137 домогосподарствах у складі 80 родин. Густота населення становила 29 осіб/км².  Було 274 помешкання (26/км²).
Расовий склад населення:
| - 90,6 % — білих - 6,1 % — корінних американців - 0,3 % — чорних або афроамериканців |

До двох чи більше рас належало 3,0 %. Частка іспаномовних становила 1,3 % від усіх жителів.
За віковим діапазоном населення розподілялося таким чином: 12,5 % — особи молодші 18 років, 64,3 % — особи у віці 18—64 років, 23,2 % — особи у віці 65 років та старші. Медіана віку мешканця становила 54,0 року. На 100 осіб жіночої статі у переписній місцевості припадало 109,2 чоловіків;  на 100 жінок у віці від 18 років та старших — 106,3 чоловіків також старших 18 років.
Середній дохід на одне домашнє господарство  становив 44 005 доларів США (медіана — 29 250), а середній дохід на одну сім'ю — 41 253 долари (медіана — 34 167). За межею бідності перебувало 23,1 % осіб, у тому числі 42,9 % дітей у віці до 18 років та 19,4 % осіб у віці 65 років та старших.
Цивільне працевлаштоване населення становило 70 осіб. Основні галузі зайнятості: фінанси, страхування та нерухомість — 40,0 %, будівництво — 14,3 %, роздрібна торгівля — 12,9 %.